# تیفا رنگ‌پریده
تیفا رنگ‌پریده (نام علمی: Typha pallida) نام یک گونه از سرده لوئی است.